# Bactrocera impunctata
Bactrocera impunctata
 es una especie de díptero que Meijere describió por primera vez en 1914. Bactrocera impunctata pertenece al género Bactrocera de la familia Tephritidae. 